# براندون ستون
براندون ستون (بالإنجليزية: Brandon Stone)‏ هو لاعب غولف جنوب أفريقي، ولد في 20 أبريل 1993 في روستنبرغ في جنوب أفريقيا.

## وصلات خارجية
- براندون ستون على موقع رابطة أوروبا للاعبي الغولف المحترفين (الإنجليزية)
- براندون ستون على موقع التصنيف العالمي الرسمي للغولف (الإنجليزية)
- براندون ستون على موقع أوليمبيديا (الإنجليزية)